# Мюнхен Баронс
«Мюнхен Баронс» (нем. München Barons — мюнхенские бароны) — прекративший существование немецкий хоккейный клуб из города Мюнхен. Выступал в Немецкой хоккейной лиге в 1999—2002.

## История
Клуб «Мюнхен Баронс» был основан в 1999 году.
Домашние матчи «Бароны» проводили в Олимпия-Айсшпортцентрум (нем. Olympia-Eissportzentrum) в Мюнхене.
Высшие достижением клуба — Чемпион Германии в 2000 году.
Летом 2002 года из за финансовых трудностей команда переехала в Гамбург и стала называться «Гамбург Фризерс».

## Достижения
- Чемпион Германии — 2000.
- Вице-чемпион Германии — 2001.